# Leptodon forbesi
El milano acollarado o milano acollarado blanco (Leptodon forbesi) es una especie de ave accipitriforme de la familia Accipitridae endémica del noreste de Brasil. No se reconocen subespecies.

## Características
Mide unos 50 cm de longitud. El adulto tiene la cabeza gris, la nuca y el vientre blancos, el dorso negro y la cola gris con una ancha franja subterminal negra y la punta blanquecina. Es muy similar a Leptopodon cayanensis.

## Estado de conservación
Se sabe muy poco de esta especie, y nada sobre su alimentación y su reproducción. Las áreas en las que ha sido observado, en las costas de Alagoas y Pernambuco, han sufrido una intensa deforestación. La población actual se estima en menos de 50 parejas y está clasificada como en peligro crítico de extinción.